# V774104

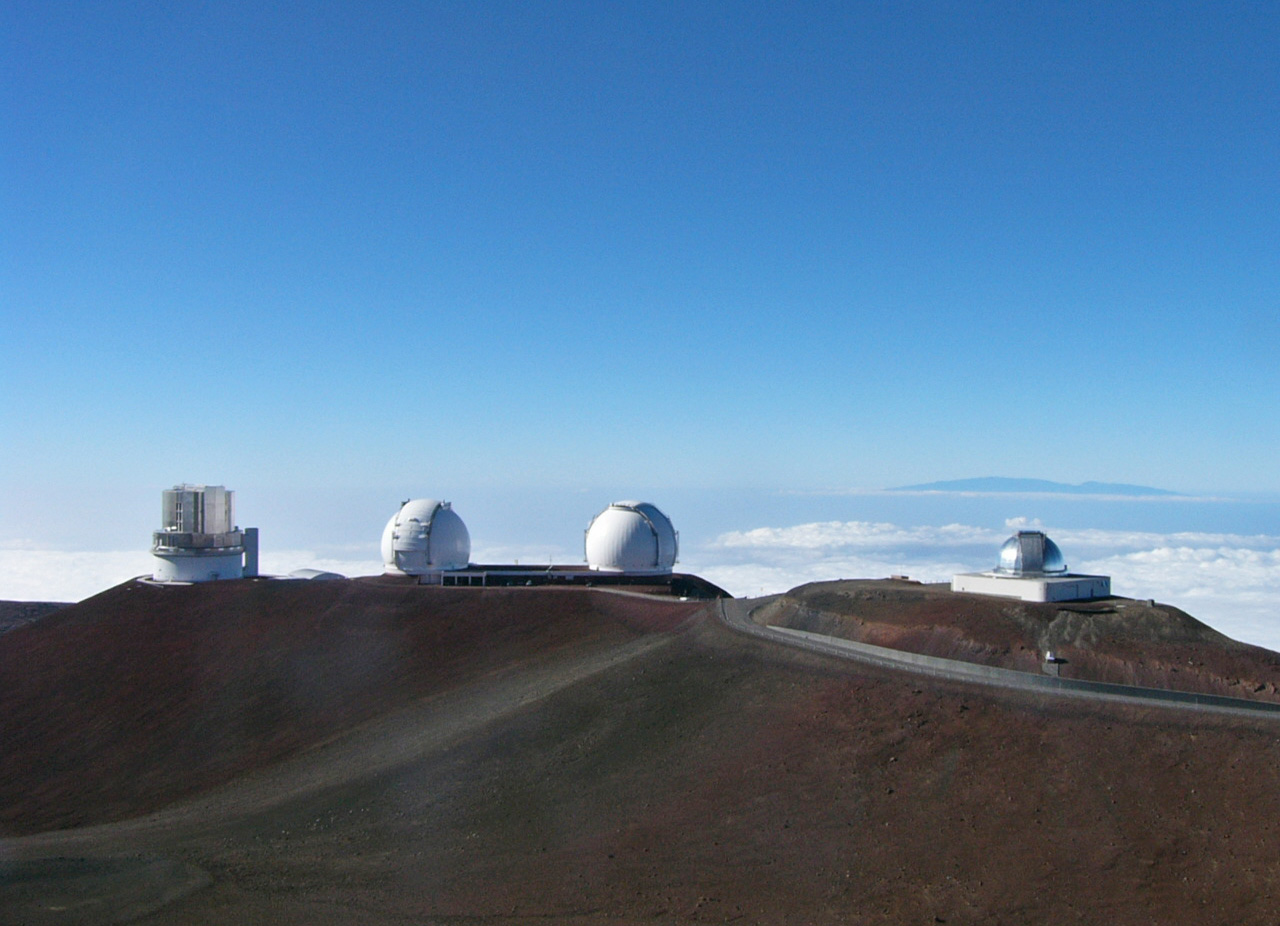
«Субару» (японською «Стожари») — телескоп, за допомогою якого було відкрито об'єкт) удалині ліворуч, видно також телескопи Обсерваторії ім. В. М. Кека та Телескоп IRTF NASA.

V774104 — транснептуновий об'єкт (ТНО), що вважається найвіддаленішим спостережуваним об'єктом Сонячної системи (станом на листопад 2015 року). Перебуває на відстані 103 а. о. (1,54 × 1010 км) від Сонця і має розмір, приблизно вдвічі менший від розміру Плутона. Оскільки дуга спостережуваної частини орбіти цього далекого транснептунового об'єкта простежена на періоді менше одного року, її перигелій і афелій визначені неточно. Можливо, об'єкт є седноїдом.

## Відкриття
Об'єкт відкрито командою вчених за допомогою телескопа «Субару» — великого телескопа-рефлектора з діаметром основного дзеркала 8 метрів, розташованого на вершині погаслого вулкана Мауна-Кеа. Відкриття було анонсовано на засіданні Відділу планетарних наук (Division for Planetary Sciences) Американського астрономічного товариства в листопаді 2015 року. Керівники команди, яка здійснила відкриття, — Скотт Шеппард (Scott Sheppard) і Чедвік Трухільйо. На час відкриття більш віддаленими, ніж V774104, були лише космічні зонди «Вояджер-1», «Вояджер-2» та «Піонер-10» і деякі довгоперіодичні комети.
Чимало ЗМІ назвали об'єкт V774104 «найвіддаленішим об'єктом Сонячної системи».